# 倉敷市立真備中学校
倉敷市立真備中学校（くらしきしりつ まきびちゅうがっこう）は、岡山県倉敷市真備町箭田にある公立中学校。

## 概要
- 校訓は自主・協力である。
- 吉備真備駅の東に位置する。箭田小学校、二万小学校、呉妹小学校の卒業生の大多数が入学してくる。

## 沿革
- 1947年（昭和22年）4月 - 吉備郡箭田村・穂井田村・二万村・呉妹村学校組合立箭田中学校設立認可。吉備郡岡田村・薗村・川辺村・神在村学校組合立黄薇中学校設立認可。
- 1959年（昭和34年）4月 - 真備町立箭田中学校と改称。真備町立黄薇中学校と改称。
- 1968年（昭和43年）4月 - 真備町立真備中学校設立認可。黄薇校舎・箭田校舎として発足。
- 1970年（昭和45年）4月 - 真備町立真備中学校として発足。
- 1981年（昭和56年）4月 - 真備東中学校を分離。真備中学校内に仮設置する。
- 1982年（昭和57年）4月 - 真備東中学校を辻田に移転。
- 2005年（平成17年）8月 - 合併により倉敷市立真備中学校と改称。

## 部活動

### 運動部
- サッカー部
- 野球部
- ソフトテニス部
- バレーボール部
- バスケットボール部
- 卓球部

### 文化部
- 美術部
- 吹奏楽部

## 通学区域が隣接している学校
- 倉敷市立玉島北中学校
- 倉敷市立船穂中学校
- 倉敷市立真備東中学校
- 総社市立総社中学校
- 矢掛町立矢掛中学校